# Eriorhynchus
Eriorhynchidae
Famille
Genre
Eriorhynchus est un genre d'acariens, le seul de la famille des Eriorhynchidae.

## Liste des espèces
- Eriorhynchus australis (Womersley, 1941)
- Eriorhynchus hades Qin & Halliday, 1997
- Eriorhynchus ramosus Qin & Halliday, 1997
- Eriorhynchus walteri Qin & Halliday, 1997
- Eriorhynchus womersleyi Qin & Halliday, 1997